# Železniční trať Ratiboř–Krnov
Železniční trať Ratiboř–Krnov je bývalá mezinárodní železniční trať spojující města Ratiboř v Polsku (resp. dříve v Německu) a Krnov v Česku (resp. dříve v Rakousku-Uhersku a poté v Československu). Do současnosti (2010) zůstal zachován pouze úsek Racibórz–Głubczyce (Hlubčice).

## Historie
Jako první byl dán do provozu již 1. ledna 1855 pruský úsek Ratibor (dnes Racibórz) – Leobschütz (dnes Głubczyce). Přeshraniční úsek Leobschütz–Jägerndorf (Krnov) byl zprovozněn 25. září 1873. Po obsazení Sudet Německem byla v 1. polovině 40. let 20. století postavena propojovací kolej mezi železniční tratí Šumperk–Krnov a železniční tratí Olomouc–Opava, která vedla podél dnešní krnovské zahrádkářské osady Úsvit a která křižovala železniční trať Jägerndorf–Leobschütz. Propojovací kolej byla v padesátých letech 20. století vytrhána.
Po skončení druhé světové války bylo někdejší německé území, kterým prochází tato trať, připojeno k Polsku a přeshraniční doprava mezi Polskem a Československem (úsek Pietrowice Głubczyckie – Krnov) byla zastavena a trať na polské části tohoto úseku byla zlikvidována. Na zbývající polské trati probíhala dál osobní i nákladní doprava.
V úseku Głubczyce – Pietrowice Głubczyckie byla v roce 1970 zastavena pravidelná osobní doprava a trať byla zlikvidována zavážením zářezů. Na území Česka poté ještě fungovala železniční vlečka v úseku 3,3 km mezi železniční stanicí Krnov a cihelnou Staré hliniště a také mezi dřevozpracujícím závodem u silničního hraničního přechodu na Petrovické ulici v Krnově. Nejdřív byla snesena odbočka do cihelny. Kolem roku 1998 byla snesena i vlečka k nákladišti dřeva a na začátku února 2009 byl rozebrán i krnovský železniční most přes řeku Opavici. V úseku Racibórz – Baborów – Głubczyce byla osobní doprava zastavena 3. dubna 2000.
V roce 2023 byl zveřejněn plán obnovení provozu v úseku Racibórz – Głubczyce (a dále do Racławic Ślaskich). Trať bude elektrizována a modernizována na rychlost 120 km/h.

## Polské značení
- Úsek Racibórz–Głubczyce je dle polského značení Linia kolejowa nr 177.
- Úsek Głubczyce–Krnov (a dále do železniční stanice Głuchołazy) je dle polského značení Linia kolejowa nr 333.

## Stanice a zastávky

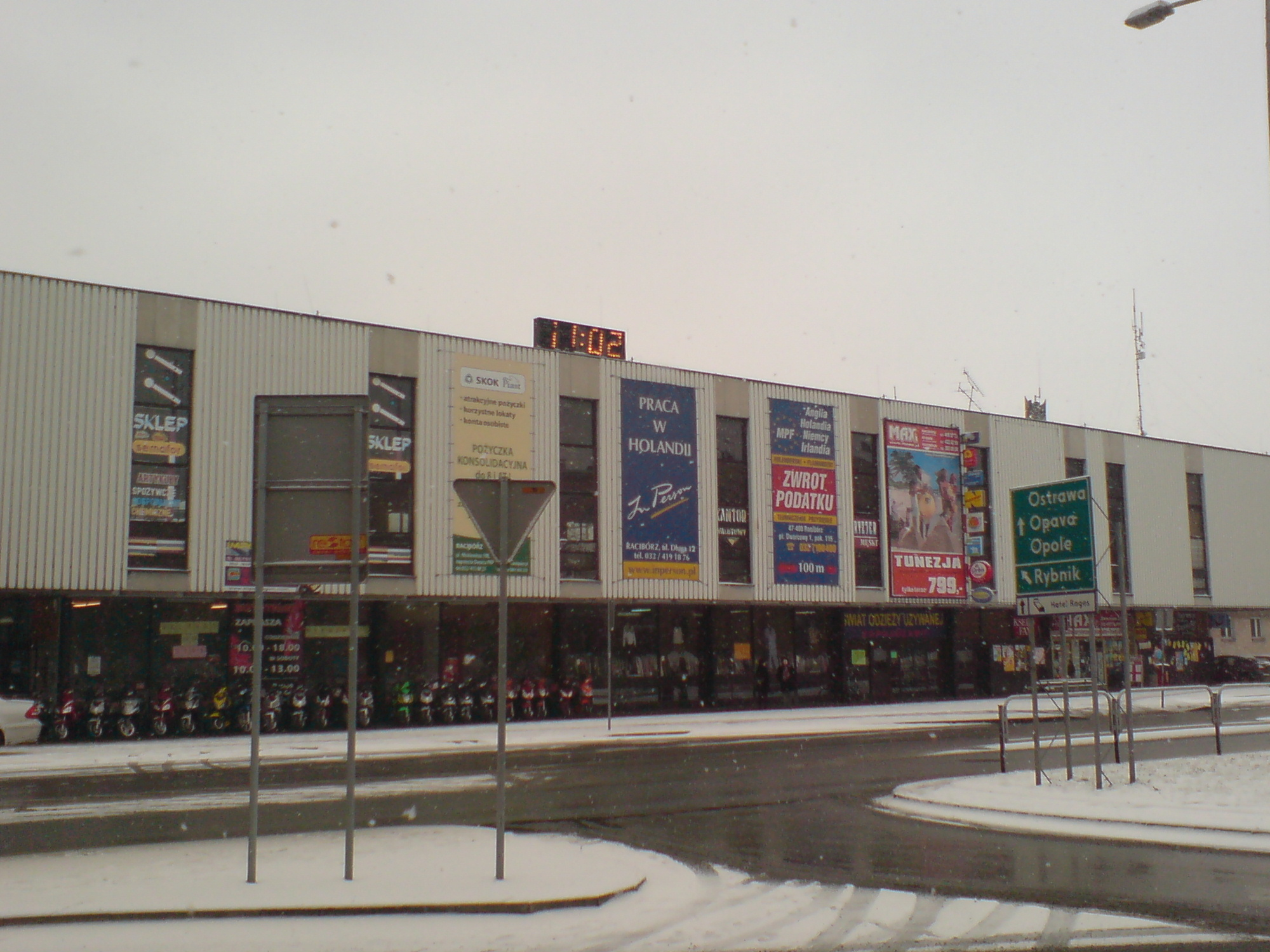
Racibórz
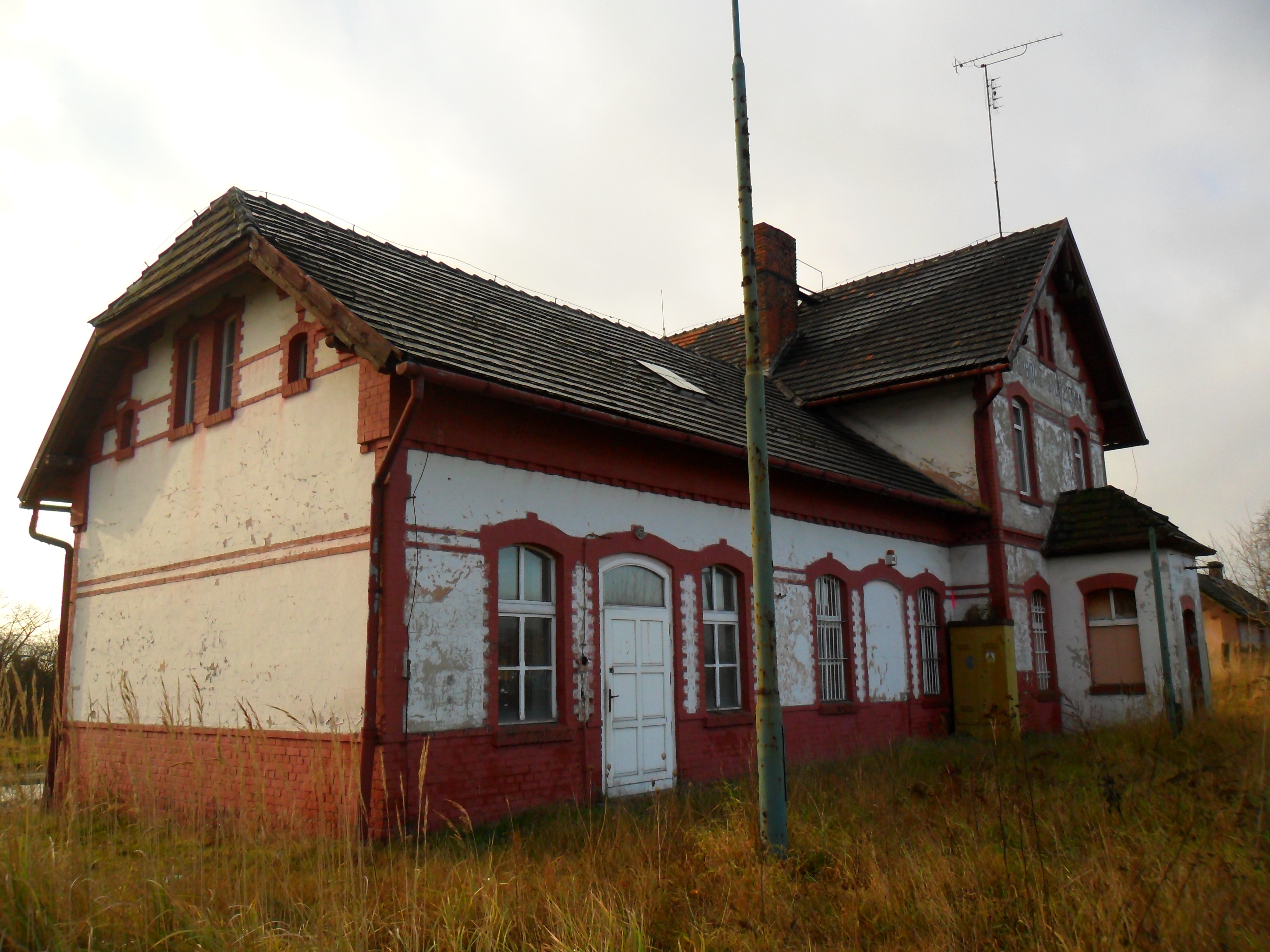
Racibórz Studzienna
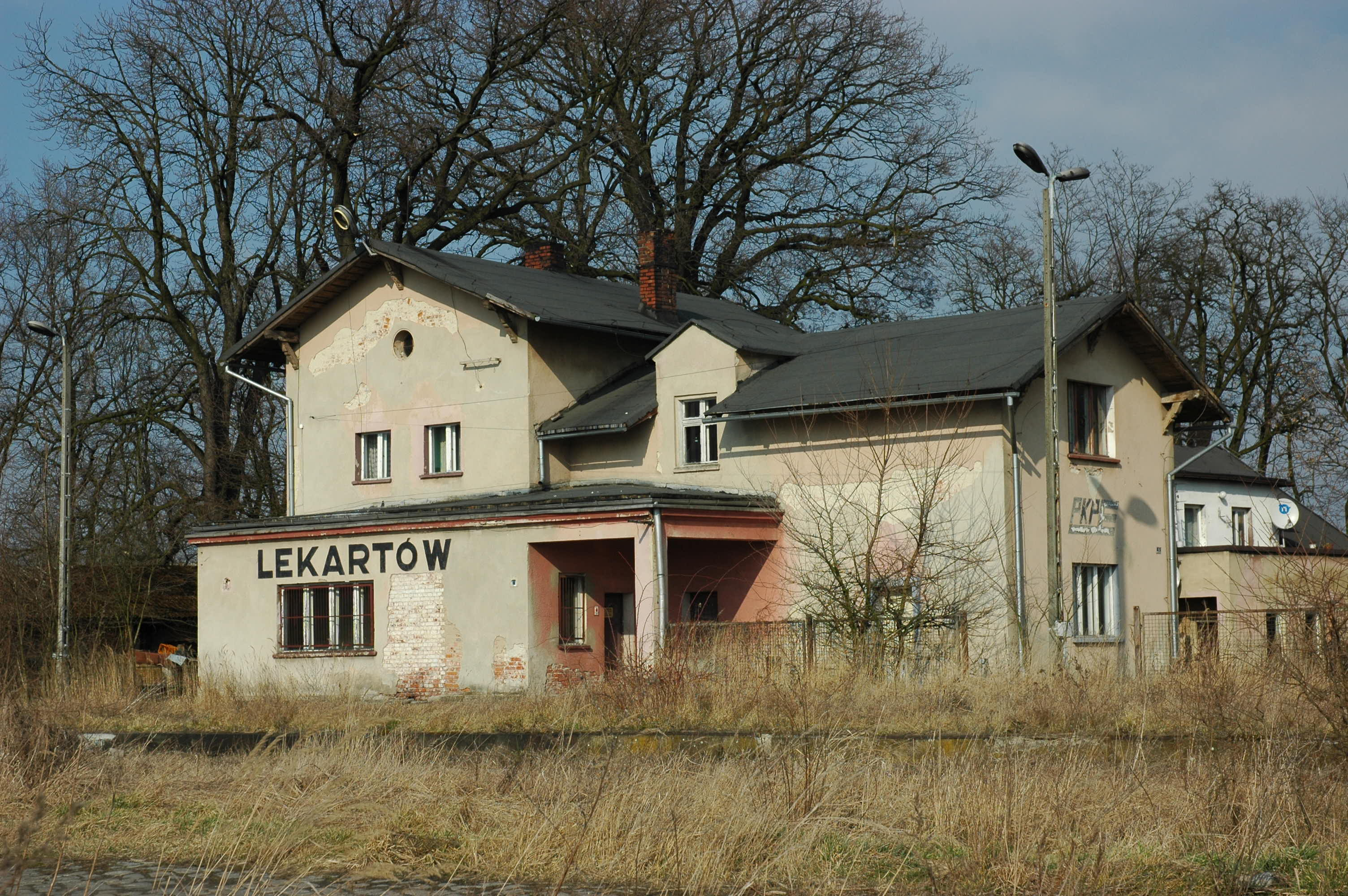
Lekartów
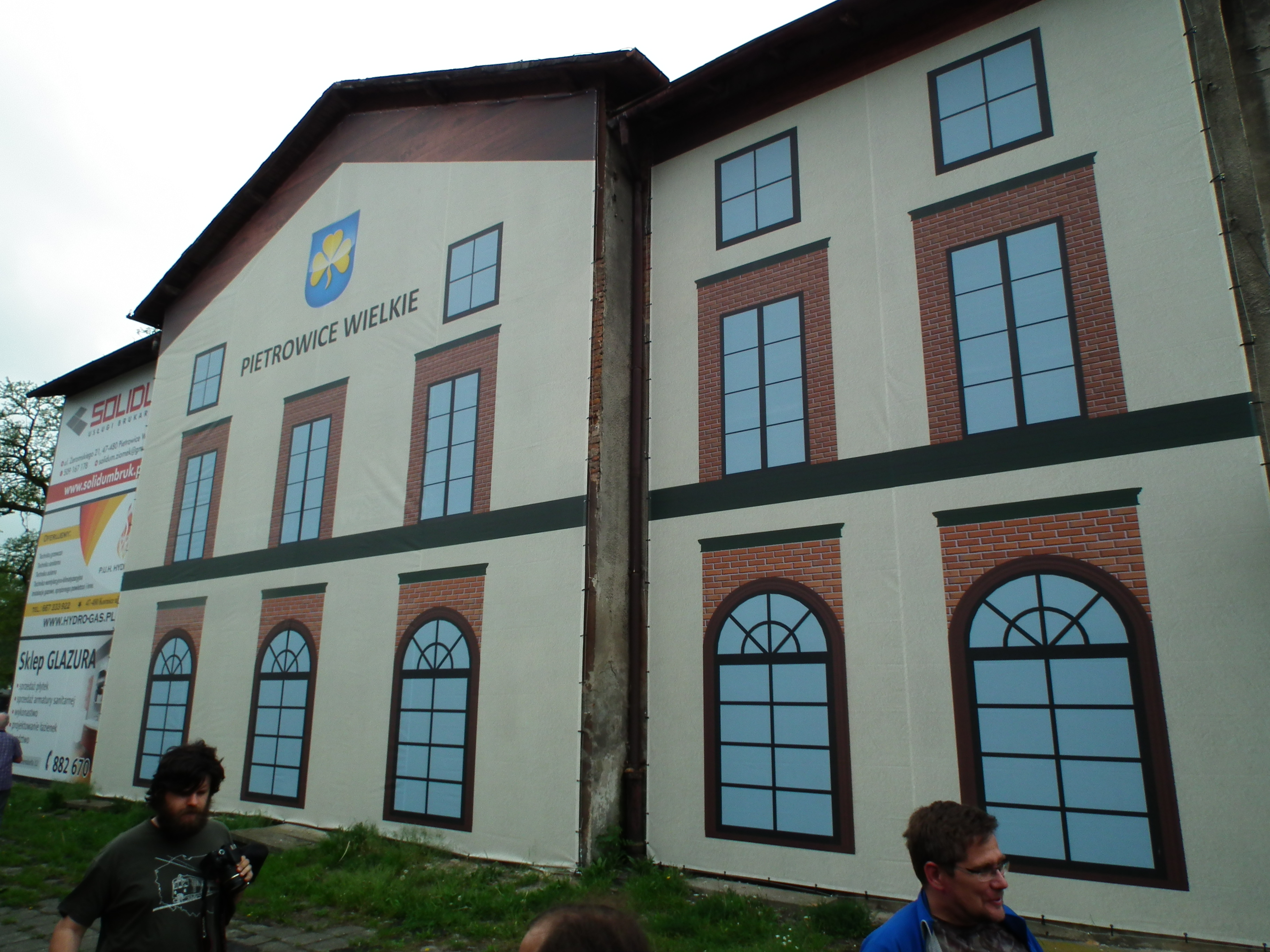
Pietrowice Wielkie
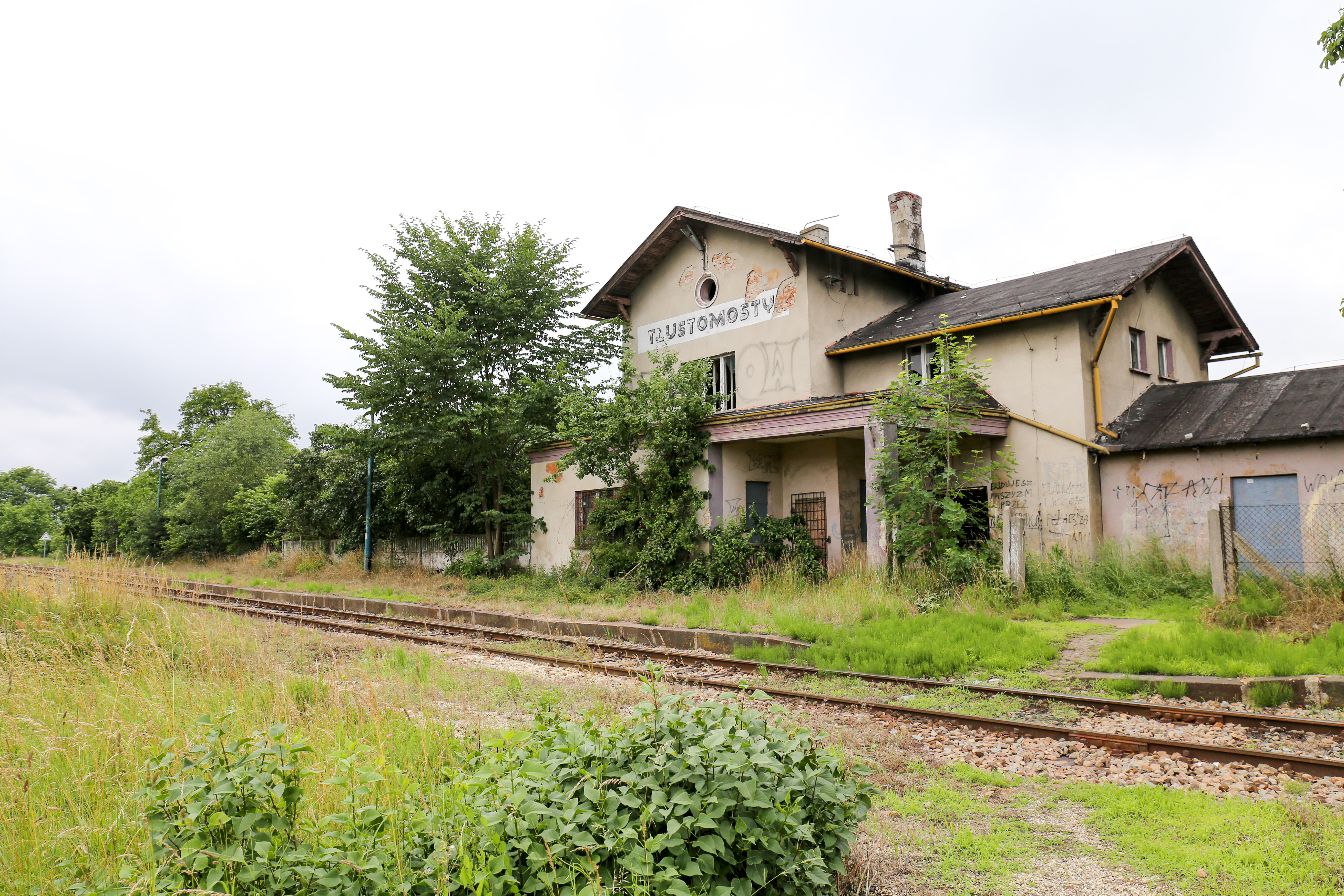
Tłustomosty
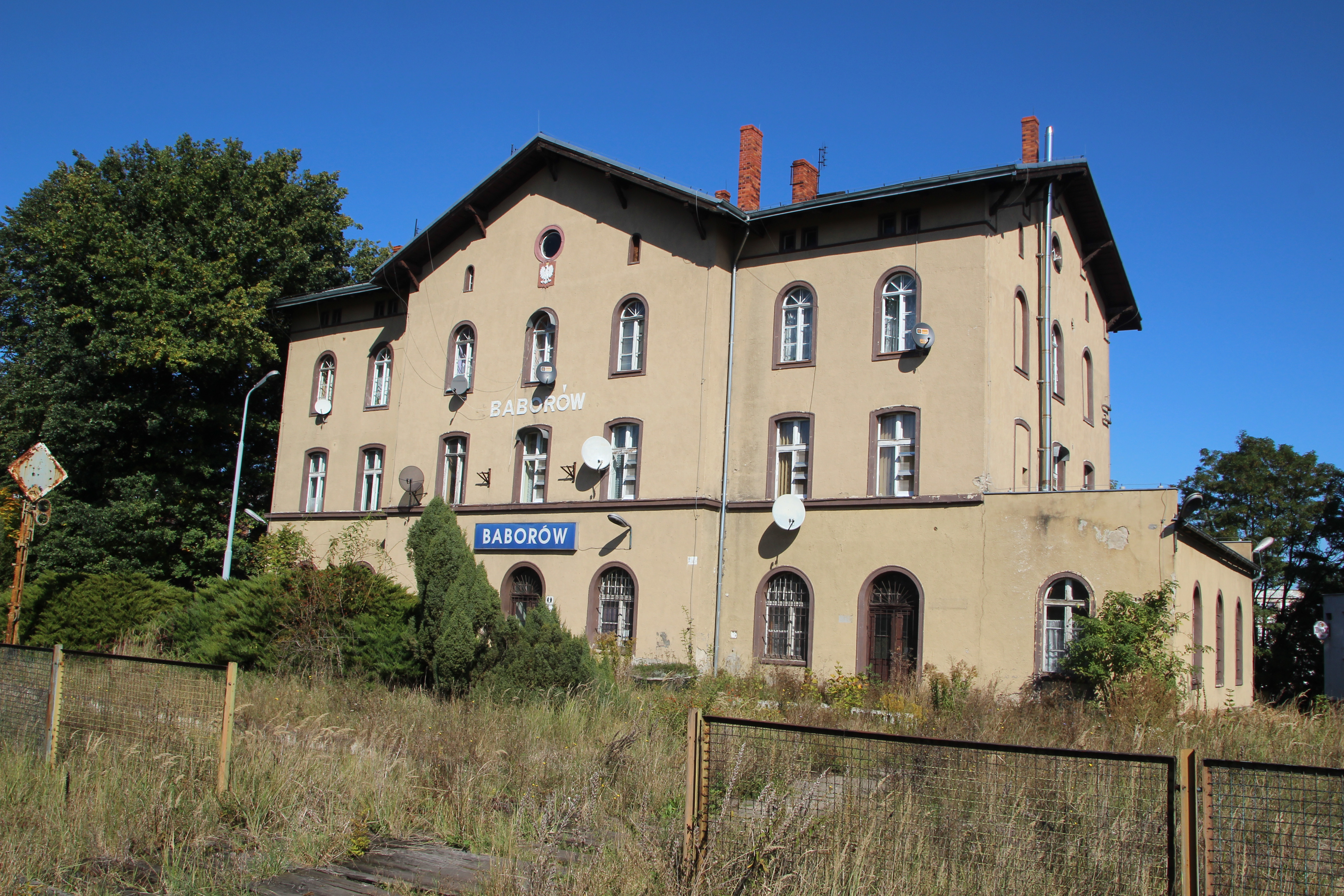
Baborów
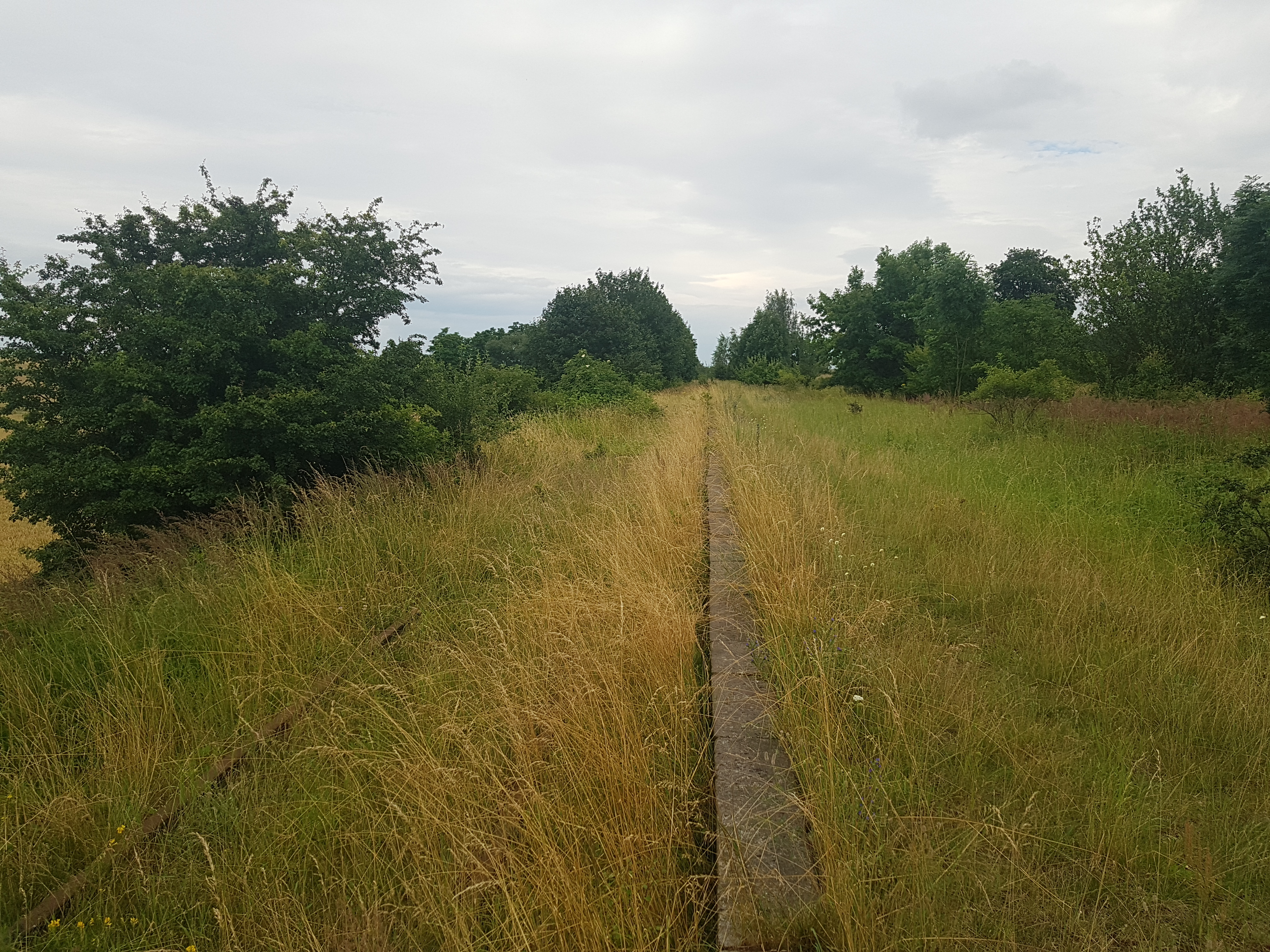
Bernacice
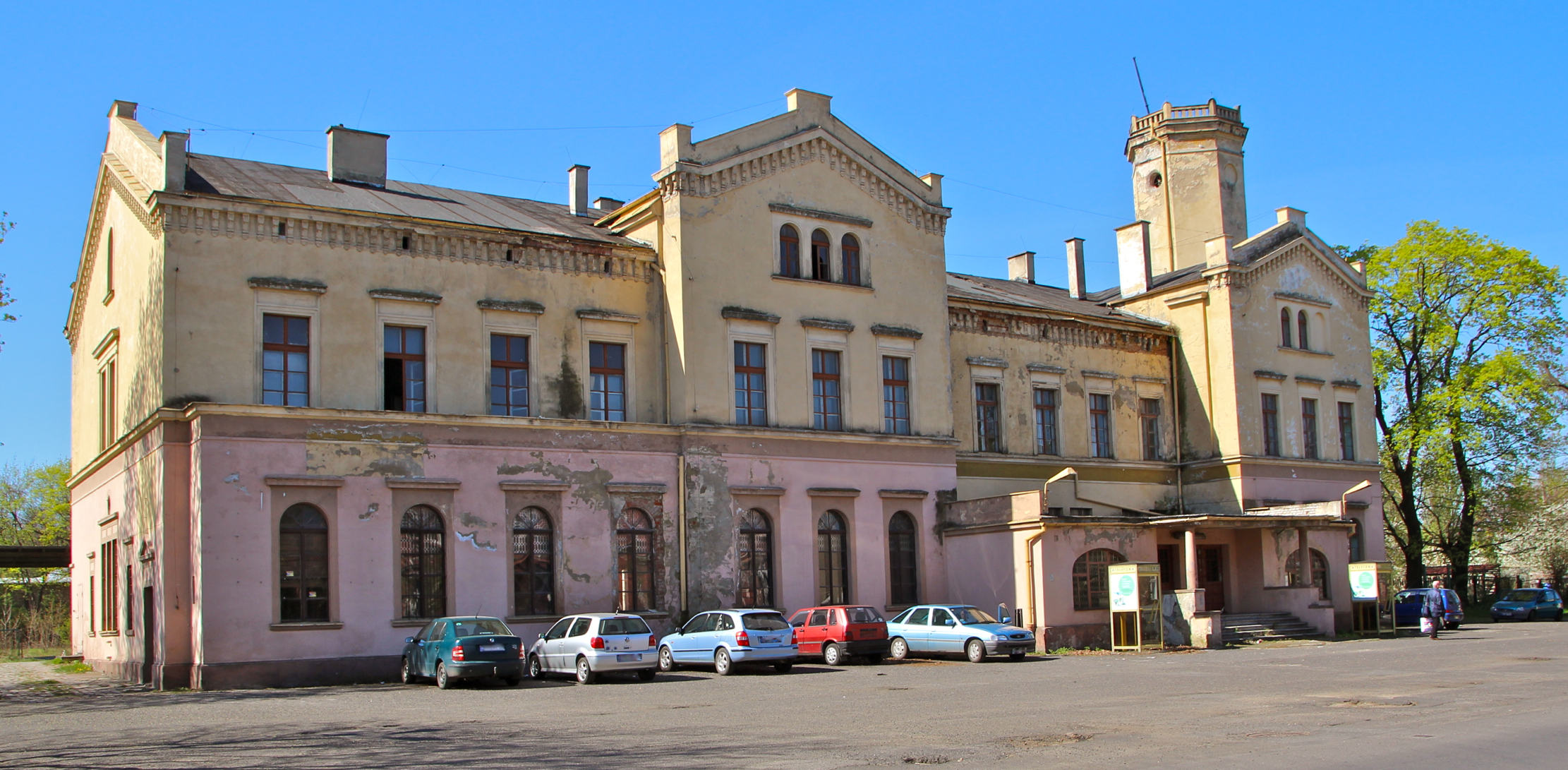
Głubczyce
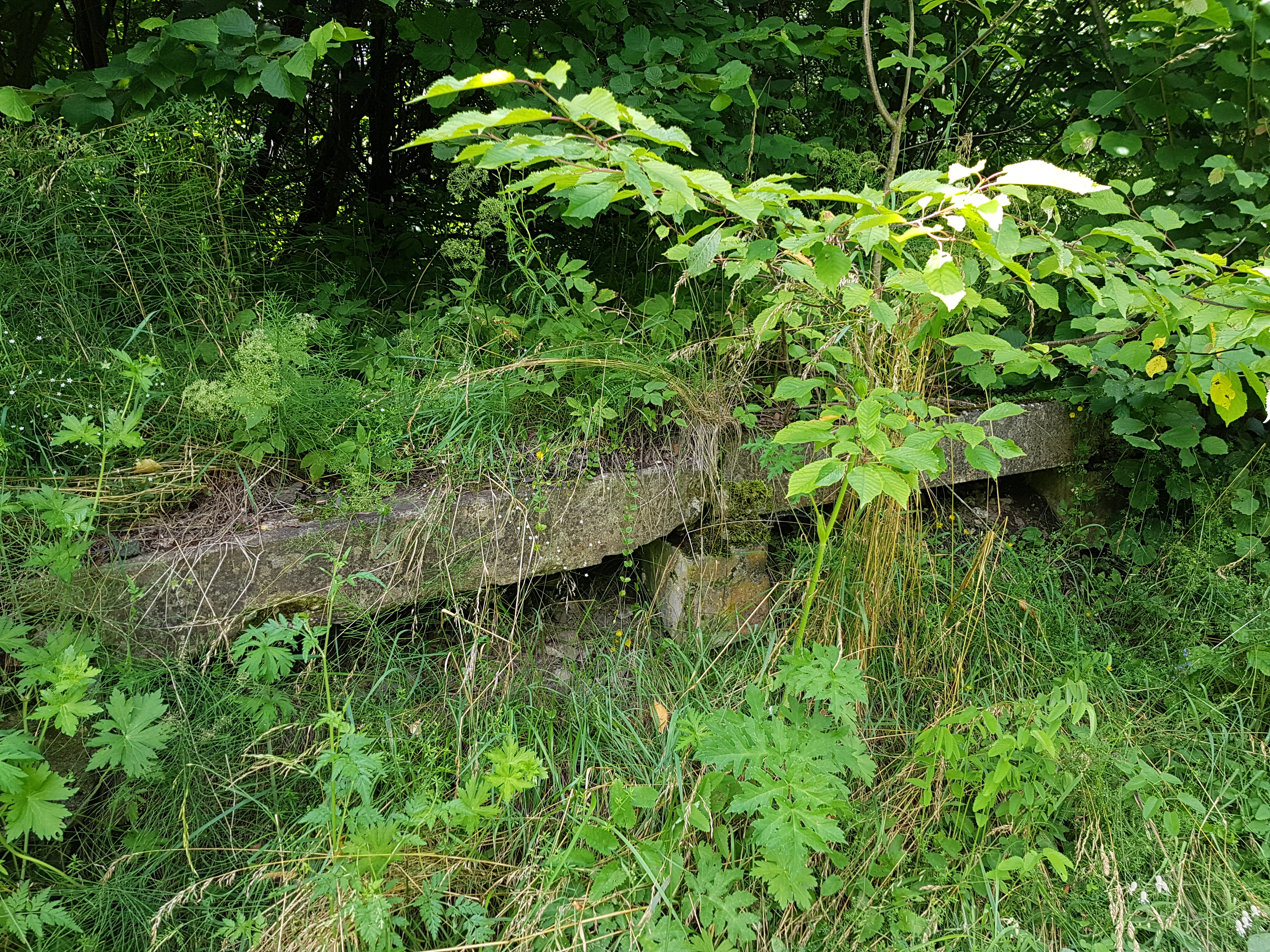
Pietrowice Głubczyckie (zruš.)
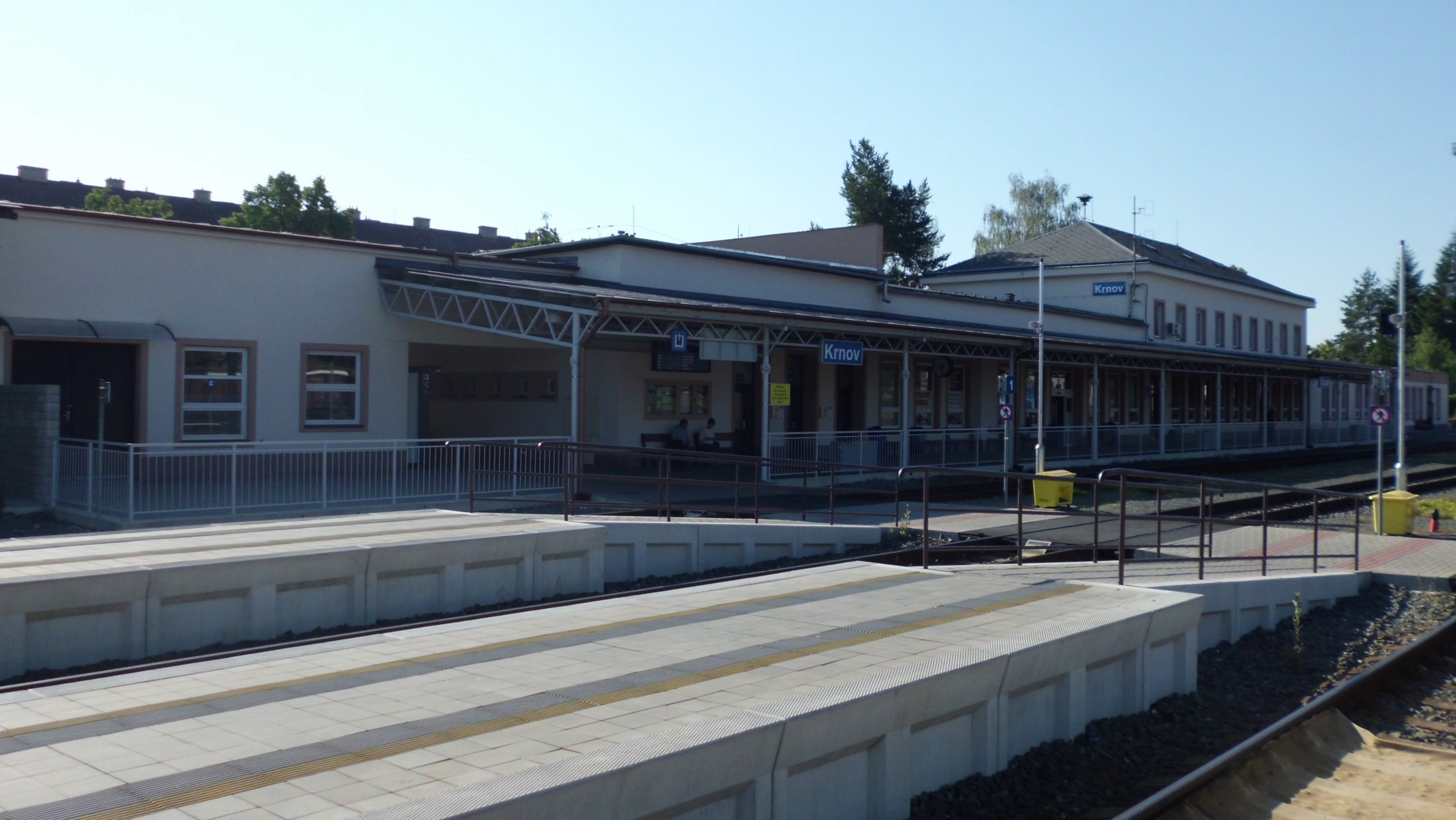
Krnov